# Salih Mustafa
Salih Mustafa (Pristina, 1 januari 1972) is een voormalig commandant van het Albanese UÇK die in 2022 als oorlogsmisdadiger veroordeeld werd door het Kosovotribunaal.
Gedurende de Kosovo-oorlog eind jaren 90 werd Mustafa commandant van een UÇK-eenheid in de regio Llapi. Hij kreeg de bijnaam "Commandant Cali", naar de Albanese onafhankelijkheidsstrijder uit begin 20e eeuw, Prek Cali. 
Later werd Mustafa beschuldigd van willekeurige gevangenneming, onmenselijke handeling, marteling en moord op burgers in Kosovo en in het bevel geven van zijn troepen tot marteling van gevangenen in een interneringskamp in de plaats Zllash. Het proces tegen Mustafa begon op 15 september 2021. In december 2022 werd hij veroordeeld voor alle aanklachten, behalve voor onmenselijke handelingen. Hij werd veroordeeld tot 26 jaar gevangenisstraf, in hoger beroep teruggebracht tot vijftien jaar.
Sloveense Oorlog (1991) · Kroatische Oorlog (1991-95) · Bosnische Burgeroorlog (1992-95) · Kroatisch-Bosniakse Oorlog (1992-94) · Kosovo-oorlog (1998-99) · Operatie Allied Force (1999) · Conflict in de Preševo-vallei (2001) · Macedonisch conflict (2001)